# Ulderico Fabbri
Ulderico Fabbri (* 2. Juli 1897 in Ferrara; † 16. August 1970 ebendort) war ein italienischer Bildhauer.

## Biografie
Er wurde in Monestirolo – heute ein Stadtteil von Ferrara – von Chiarissimo, einem Kaufmann, und Teresa Meotti geboren. Als Jugendlicher arbeitete er bei einem Steinmetz und besuchte Abendkurse am Kunstinstitut „Dosso Dossi“. Zu den Waffen gerufen brach er zur mazedonischen Front auf und kam, von einer Granate getroffen, mit einer schweren Atrophie der linken Hand und einer teilweisen Atrophie der rechten Hand zurück. Er erhält die große Rente für die Kriegsbehinderten und erlangte in Rom dank einer langsamen und ständigen Rehabilitation den Gebrauch seiner Hände fast vollständig zurück. Er studierte an der Accademia di Belle Arti di Roma.
Er schafft männliche Akte mit verstümmelten unteren Gliedmaßen: Es handelt sich um schmerzhafte und symbolische Skulpturen, die von Antonio Pollaiuolo und der Neorenaissance inspiriert wurden. Ulderico Fabbri orientiert sich auch an Auguste Rodin und Medardo Rosso. Als vielseitiger Künstler tendiert er manchmal zur Geometrisierung, zum Beispiel in der Marmorskulptur Ippogrifo, die 1928 in Ferrara ausgestellt wurde. In der 1930 entstandenen Bimbo al telefono aus Kunststein mischt er ein modernes Element mit der klassischen Figurenfassung.
Er schickte seine Werke: 1931 zur internationalen Ausstellung der Heiligen Kunst in Padua, 1933 zum Primaverile in Florenz, 1936 zur Biennale von Venedig. 1937 wurde seine Giovinetto-Skulptur von der Galleria d’Arte Moderna in Mailand erworben. Im Jahr 1938 schuf er die Marmorbüste des italienischen Marschalls Emilio De Bono, die sich ursprünglich im sogenannten Corte delle Vittorie (Siegeshof) befand und heute in der Casa Madre dei Mutilati in Ferrara aufbewahrt wird. Weitere Skulpturen in Ferrara: die Terrakotta-Platten des Kreuzweges im Großen Kreuzgang der Kirche San Cristoforo alla Certosa;  Il Genio dell’Arte, eine Bronzeskulptur an der Fassade des Conservatorio Girolamo Frescobaldi (1930); der Narciso-Brunnen aus vergoldeter Bronze in der Handelskammer von Ferrara (1964); die Neorenaissance-Büste der Madonna aus Terrakotta, die sich im Besitz der Cassa di Risparmio di Ferrara befindet (1946).
Ulderico Fabbri hat die Statue des Erzbischofs Ruggero Bovelli aus weißen Marmor gemeißelt, die 1955 in der Kathedrale San Giorgio di Ferrara errichtet wurde. Ein Auftragswerk, in dem der Künstler die gesamte akademische Tradition der italienischen Bildhauerei wieder aufgreift. Die Terrakotten der letzten Jahre, die leidende Figuren mit halbgeschlossenen Augen in der Lidspalte darstellen, oszillieren zwischen einem wiedergefundenen Primitivismus und dem Zerfall der Form nach dem Vorbild von Medardo Rosso.

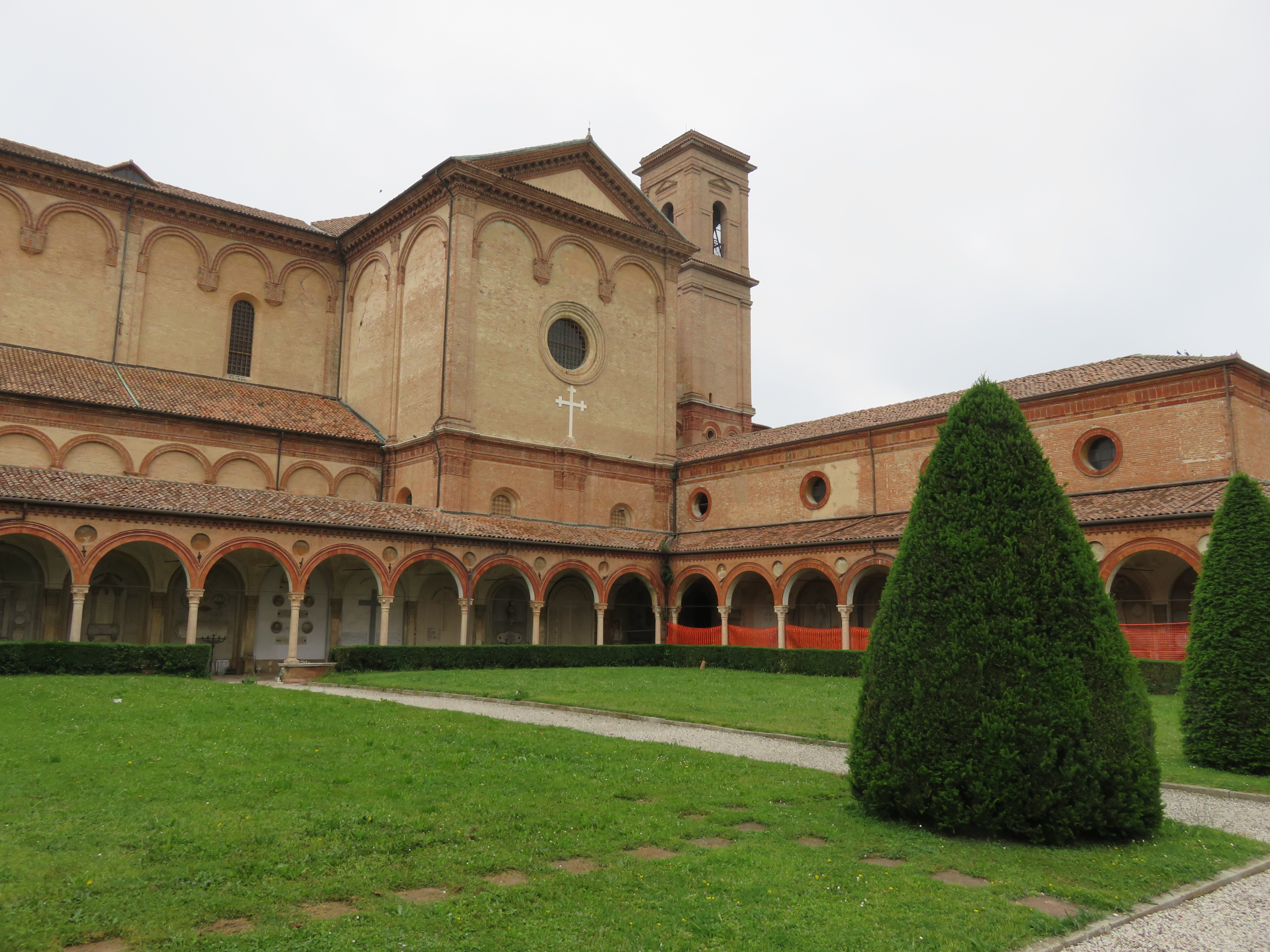
Großer Kreuzgang der Kartause in Ferrara

In Flavia Franceschinis Dokumentarfilm Ulderico Fabbri, ein Bildhauer aus Ferrara, wird auch der Film Al Filò, der 1953 vom ferrarischen Regisseur Florestano Vancini gedreht wurde, mit einem Interview mit Marcello Tassini, Ervardo Fioravanti, Giuseppe Virgili, Annibale Zucchini, Danilo Farinella, Nemesio Orsatti, Galileo Cattabriga und Ulderico Fabbri im Innenhof seines Ateliers in der Via Boccaleone in Ferrara gezeigt.